# Episparis fenestrifera
Episparis fenestrifera là một loài bướm đêm trong họ Erebidae.